# Földes Pál (textilmérnök)
Földes Pál, Feldman (Mátészalka, 1900. június 4. – Budapest, 1975. július 26.) textilmérnök, gyárigazgató, diplomata, Kossuth-díjas (1953).

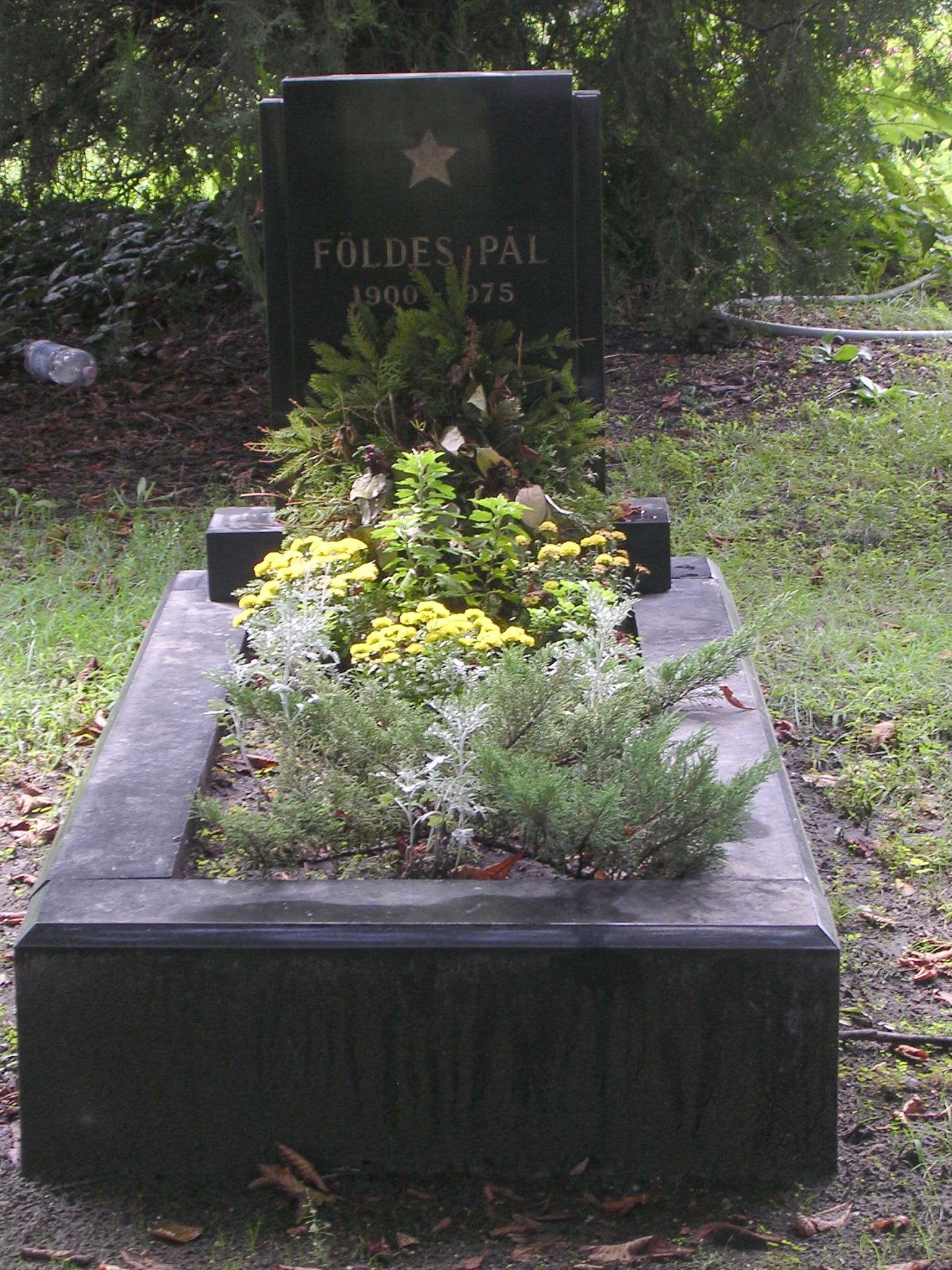
Sírja a Fiumei úti sírkertben (30/2-1-54)

## Életrajza
Feldman Ármin kereskedő és Blum Mária gyermekeként született jómódú polgári családban. Iskoláit a mátészalkai polgári fiúiskolában kezdte, majd annak befejezése után a Szatmárnémeti katolikus főgimnáziumban folytatta. A középiskolái befejezése után 1917-ben rövid ideig a budapesti műegyetem hallgatója, majd 1917–1918-ban katona volt és mint tisztjelölt a szerbiai hadszíntérre került és még ebben az évben belépett a szociáldemokrata pártba, majd Mátészalkán 1919-ben a helyi munkástanács politikai megbízottja lett. A Tanácsköztársaság bukása után Csehszlovákiába emigrált. 1920 januárjában Kassára, onnan Brünnbe ment, ahol beiratkozott a textilmérnöki főiskolára. Mérnöki oklevele megszerzése után egy brünni gyár tervezőmérnöke lett, 1924–25-ben a lengyel Bielitz-Bialai Finomposztógyár műszaki igazgatója volt. 1925–29-ben Bécsben a Wiener Schaafwollen egyik alapítója, majd műszaki igazgatója lett. 1929-ben hazatért Magyarországra és a Csepeli Posztógyár műszaki igazgatója lett. 1930-ban letartóztatták és 4 és félévi fegyházbüntetésre ítélték. 1940-ben a Szovjetunióba emigrált, a Moszkva melletti Monyino textilkombinát gyárfejlesztési főmérnökeként dolgozott. Az 1941. június 22-i német támadás után partizán parancsnok lett. Részt vett a brjanszki erdőkben folyó harcokban. 1945–46-ban a krasznogorszki antifasiszta iskolát vezette, 1946-ban hazatért, gyapjúvállalatok központi főmérnöke, majd a Gyapjúmosó- és Szövőgyár vezérigazgatója, 1948-tól pedig az egész gyapjúipar igazgatója volt. 1949-ben megszervezte a textilipari kutató intézetet, amelynek első igazgatója lett.  Már az első évben világsikert arattak az ott tervezett műszerek. 1953-ban munkatársaival együtt Kossuth-díjat kapott. 1957 novembere és 1959 januárja között londoni magyar nagykövet, 1959-től a Közlekedés- és Postaügyi Minisztérium Nemzetközi Főosztályának vezetője, a minisztérium protokollfőnöke. 1962–1965 között, nyugdíjazásáig a stockholmi magyar légügyi hivatal vezetője volt. Budapesten halt meg 75 éves korában, 1975. július 26-án.
A Fiumei úti sírkertben nyugszik.

## Munkái
- A gyapjúipar fejlődése (Budapest, 1949)
- Két ugrás az ismeretlenbe. Szőnyi Márton élete (dokumentum, Budapest, 1975)

## Díjai, elismerései
- Kossuth-díj (1953)
- Munka Érdemrend (1955)
- Munka Érdemérem (1959)
- Munka Érdemrend arany fokozata (1969)